# Pagrus
Pagrus is een geslacht van straalvinnige vissen uit de familie van zeebrasems (Sparidae). Het geslacht is voor het eerst wetenschappelijk beschreven in 1816 door Cuvier.

## Soorten
- Pagrus major (Temminck & Schlegel, 1843) (Japanse goudbrasem)
- Pagrus africanus Akazaki, 1962
- Pagrus auriga Valenciennes, 1843
- Pagrus caeruleostictus (Valenciennes, 1830)
- Pagrus pagrus (Linnaeus, 1758)